# Eglon (König)
Eglon, König von Moab, ist eine Person im Buch der Richter.

## Etymologie
Der hebräische Personenname עֶגְלוֹן ‘æglôn „Eglon“ ist ein Tiername. Er ist von dem Substantiv hebräisch עֵגֶל ‘egæl, deutsch ‚Kalb‘ abgeleitet, welche mit einer Diminutivendung versehen ist. Deshalb ist der Name mit „Kälblein / Kälbchen“ zu übersetzen. Möglich ist, dass dieser Name die Fettleibigkeit Eglons illustrieren soll.
Die Septuaginta gibt den Namen mit Εγλωμ Eglōn, die Vulgata mit Eglon wieder.

## Biblische Erzählung
Nach Ri 3,12  erlangt Eglon die Herrschaft über Israel, das ihm 18 Jahre lang dient. Daraufhin schreien die Israeliten zu JHWH und dieser setzt den Richter Ehud ein. Dieser wird mit einer Tributzahlung zu Eglon geschickt und ersticht Eglon mit einem zweischneidigen Dolch. Ehud ist mit Eglon allein, da er ihm angekündigt hat, ihm ein Geheimnis mitteilen zu wollen. Der Stich trifft Eglon unerwartet, da Ehud Linkshänder ist. Die Klinge dringt soweit in das Fett Eglons ein, dass Ehud sie nicht wieder herauszieht (Ri 3,22 ). 